# El Café (paroisse civile)
Pour les articles homonymes, voir Café (homonymie).
El Café est l'une des huit paroisses civiles de la municipalité d'Acevedo dans l'État de Miranda au Venezuela. Sa capitale est El Café. En 2011, sa population s'élève à 6 477 habitants.

## Géographie

### Démographie
Hormis sa capitale El Café, la paroisse civile possède plusieurs localités :
- Araminita
- Carrizal
- El Café
- El Mahomo
- La Cruz
- Macanilla
- Quebrada Fofa
- Totumito